# دارين فريمان
دارين فريمان (بالإنجليزية: Darren Freeman)‏ (22 أغسطس 1973 ببرايتون في المملكة المتحدة - ) هو مدرب كرة قدم ولاعب كرة قدم بريطاني في مركز جناح ‏. لعب مع برايتون أند هوف ألبيون وغلينافون ونادي برينتفورد ونادي غيلينغهام ونادي فولهام ونادي ليويس ونادي مارغيت ونادي هورشام ونادي وورثينغ ونادي وايتهوك وThree Bridges F.C. ‏.

## وصلات خارجية
- دارين فريمان على موقع قاعدة بيانات كرة القدم.إي يو (الإنجليزية)